# Nimioglossa ravida
Nimioglossa ravida är en tvåvingeart som beskrevs av Henry J. Reinhard 1945. Nimioglossa ravida ingår i släktet Nimioglossa och familjen parasitflugor. Inga underarter finns listade i Catalogue of Life.